# Dokumentenpauschale
Eine Dokumentenpauschale ist eine pauschal erhobene Gebühr für die Anfertigung von Ausfertigungen oder Abschriften von Schriftstücken. Die Dokumentenpauschale wird auch für die Überlassung elektronischer Daten erhoben.
Gesetzlich geregelt ist die Erhebung einer Dokumentenpauschale in § 26 GNotKG (Anlage 1, Abschnitt 3.1) für Gerichte und Behörden. Die Dokumentenpauschale kann aber auch von einem Notar bezüglich solcher Kosten erhoben werden, die ihm selbst zufließen und nach Maßgabe des Rechtsanwaltsvergütungsgesetzes auch von einem Rechtsanwalt für im Auftrag seiner Partei gefertigte Kopien und Abschriften.